# Discografia dei Nomadi
Questa che segue è la lista di tutti i dischi pubblicati dalla band pop rock Nomadi.

## Singoli

### 45 giri
- 1965 - Donna la prima donna/Giorni tristi (Columbia, SCMQ 1891)
- 1966 - Come potete giudicar/Racconta tutto a me (Columbia, SCMQ 1926)
- 1966 - Come potete giudicar/La mia libertà (Columbia, SCMQ 7006)
- 1966 - Noi non ci saremo/Un riparo per noi (Columbia, SCMQ 7021)
- 1966 - Noi non ci saremo/Spegni quella luce (Columbia, SCMQ 7021)
- 1967 - Dio è morto (se Dio muore, è per tre giorni poi risorge)/Per fare un uomo  (Columbia, SCMQ 7046)
- 1967 - Un figlio dei fiori non pensa al domani/Vola bambino (Columbia, SCMQ 7076)
- 1968 - Ho difeso il mio amore/Canzone per un'amica (Columbia, SCMQ 7093)
- 1968 - Il nome di lei/Per quando è tardi (Columbia, SCMQ 7112)
- 1969 - Vai via cosa vuoi/L'auto corre lontano, ma io corro da te (Columbia, SCMQ 7135)
- 1969 - Mai come lei nessuna/Un autunno insieme e poi... (Columbia, SCMQ 7159)
- 1970 - Un pugno di sabbia/Io non sono io (EMI Italiana/Columbia, 3C 006 17397)
- 1970 - Ala bianca/Mille e una sera (EMI Italiana/Columbia, 3C 006 17684)
- 1971 - Non dimenticarti di me/Tutto passa (EMI Italiana/Columbia, 3C 006 17743)
- 1971 - So che mi perdonerai/Beautiful day (EMI Italiana/Columbia, 3C 006 17757)
- 1971 - Suoni/Vola (EMI Italiana/Columbia, 3C 006 17796)
- 1972 - Io vagabondo (che non sono altro)/Eterno (EMI Italiana/Columbia, 3C 006 17817)
- 1972 - Quanti anni ho?/Oceano (EMI Italiana/Columbia, 3C 006 17851)
- 1973 - Un giorno insieme/Crescerai (EMI Italiana/Columbia, 3C 006 17882)
- 1973 - Se que me perdonares/Mil y una noche (edizione per il mercato spagnolo) (Odeon)
- 1973 - Yo vagabundo/Io vagabondo (edizione per il mercato spagnolo) (EMI)
- 1973 - Mamma giustizia/Il caso è felicemente risolto (split con Riz Ortolani e la sua Orchestra) · (EMI Italiana/Columbia)
- 1973 - Voglio ridere/Ieri sera sognavo di te  (EMI Italiana/Columbia, 3C 006 17946)
- 1974 - Tutto a posto/Isola ideale (EMI Italiana/Columbia, 3C 006 17986)
- 1975 - Senza discutere/Immagini (EMI Italiana/Columbia, 3C 006 18078)
- 1975 - Gordon/Sorprese (EMI Italiana/Columbia, 3C 006 18113)
- 1976 - Quasi quasi/Vittima dei sogni (EMI Italiana/Columbia, 3C 006 18184)
- 1977 - Radioactivity/Quasi, Quasi (disco promozionale per juke box, il lato A è inciso dai Kraftwerk)
- 1977 - Il fiore nero/Uffa domani è lunedì (disco promozionale per juke box, il lato B è inciso dai Daniel Sentacruz Ensemble) (EMI)
- 1989 - I ragazzi dell'olivo/I ragazzi dell'olivo (Nomadi, NOM 100)
- 1991 - Come potete giudicare remix (CGD)
- 1992 - Dio è morto (live)/Dam un bes (CGD, 0140 15441-7, disco promozionale)
- 1994 - Donna la prima donna/Come potete giudicar (riedizione, EMI Italiana)
- 1996 - Né gioia né dolore (edizione per juke box) (CGD)
- 2002 - La vita che seduce (edizione per juke box) (CGD)

### Singoli e CD singoli
- 1991 - Gli aironi neri - Dam un bes (vers. italiana) - Salutami le stelle
- 1992 - Ma noi no! - Dio è morto - Ho difeso il mio amore
- 1993 - Ad est, ad est
- 1994 - Vivo forte
- 1995 - Il vento del nord
- 1995 - Va (La mia vita va)
- 1995 - Ricordarti
- 1996 - Quando ci sarai - La septima ola - El viento del norte
- 1996 - Né gioia né dolore
- 1997 - Tantum ergo (edizione speciale Fans Club Nazionale)
- 1997 - Hasta siempre Comandante
- 1997 - 20 de abril (Nomadi feat. Celtas Cortos)
- 1998 - Ti lascio una parola (Goodbye)
- 1998 - Una storia da raccontare
- 1999 - Il profumo del mare
- 2000 - No vale la pena (con il Duo Trinitario Y Coco di Cuba)
- 2000 - Guantanamera (con il Duo Trinitario Y Coco di Cuba - edizione speciale Fans Club Nazionale)
- 2000 - La vita che seduce (audio e video)
- 2002 - Sangue al cuore
- 2002 - Life in my hands (Se non ho te cantata in inglese da May)
- 2003 - Io voglio vivere
- 2006 - Dove si va
- 2007 - Ci vuole un senso
- 2008 - La mia terra
- 2009 - Lo specchio ti riflette (feat. Jarabe De Palo)
- 2009 - La dimensione
- 2010 - Il mondo piange (Irene Fornaciari feat. Nomadi)
- 2010 - Hey Man
- 2011 - Toccami il cuore
- 2012 - Ancora ci sei
- 2013 - Apparenze
- 2014 - Come va la vita
- 2014 - Nulla di nuovo
- 2015 - Lascia il segno
- 2016 - Così sia
- 2017 - Decadanza
- 2018 - Ti porto a vivere
- 2018 - Io ci credo ancora

## Album

### Studio
| Anno | Titolo                                               | Etichetta    | Note                                              | Top | Formazione                                                                    |
| ---- | ---------------------------------------------------- | ------------ | ------------------------------------------------- | --- | ----------------------------------------------------------------------------- |
| 1967 | Per quando noi non ci saremo                         | CBS          | inediti e cover                                   |     | Daolio - Carletti - Midili - Coron - Copellini                                |
| 1968 | I Nomadi                                             | CBS          | inediti e cover                                   |     | Daolio - Carletti - Midili - Coron - Copellini                                |
| 1973 | Un giorno insieme                                    | CBS          | inediti e cover                                   |     | Daolio - Carletti - Midili - Maggi - Lancellotti                              |
| 1974 | I Nomadi interpretano Guccini                        | CBS          | cover di brani di Francesco Guccini               |     | Daolio - Carletti - Maggi - Lancellotti - Dennis                              |
| 1974 | Tutto a posto                                        | CBS          | inediti                                           |     | Daolio - Carletti - Maggi - Lancellotti - Dennis                              |
| 1975 | Gordon                                               | CBS          | inediti                                           |     | Daolio - Carletti - Maggi - Lancellotti - Dennis                              |
| 1977 | Noi ci saremo                                        | EMI          | inediti                                           |     | Daolio - Carletti - Maggi - Lancellotti - Dennis                              |
| 1978 | Naracauli e altre storie                             | EMI          | inediti                                           |     | Daolio - Carletti - Maggi - Lancellotti - Dennis                              |
| 1981 | Sempre Nomadi                                        | CGD          | inediti e brani live                              |     | Daolio - Carletti - Maggi - Lancellotti - Dennis                              |
| 1982 | Ancora una volta con sentimento                      | CGD          | inediti                                           |     | Daolio - Carletti - Maggi - Lancellotti - Dennis                              |
| 1985 | Ci penserà poi il computer                           | Nomadi       | inediti                                           |     | Daolio - Carletti - Lancellotti - Dennis - Pergreffi                          |
| 1986 | Quando viene sera                                    | Nomadi       | inediti                                           |     | Daolio - Carletti - Lancellotti - Dennis - Pergreffi                          |
| 1988 | Ancora Nomadi                                        | CGD          | inediti e brani live                              |     | Daolio - Carletti - Lancellotti - Dennis - Pergreffi                          |
| 1990 | Solo Nomadi                                          | CGD          | inediti                                           |     | Daolio - Carletti - Pergreffi - Falzone - Campani                             |
| 1991 | Gente come noi                                       | CGD          | inediti                                           |     | Daolio - Carletti - Pergreffi - Falzone - Campani                             |
| 1992 | Ma noi no!                                           | CGD          | raccolta di vecchi brani riarrangiati             | 17  | Daolio - Carletti - Pergreffi - Falzone - Campani                             |
| 1993 | Contro                                               | CGD          | inediti                                           | 18  | Daolio - Carletti - Pergreffi - Falzone - Campani - Minari - Sacco - Gualerzi |
| 1994 | La settima onda                                      | CGD          | inediti                                           | 9   | Carletti - Falzone - Campani - Minari - Sacco - Gualerzi                      |
| 1995 | Lungo le vie del vento                               | CGD          | inediti                                           | 14  | Carletti - Falzone - Campani - Minari - Sacco - Gualerzi                      |
| 1996 | Quando ci sarai                                      | CGD          | inediti                                           | 19  | Carletti - Falzone - Campani - Minari - Sacco - Gualerzi                      |
| 1998 | Una storia da raccontare                             | CGD          | inediti                                           | 3   | Carletti - Falzone - Campani - Sacco - Vecchi                                 |
| 1999 | SOS con rabbia e con amore                           | CGD          | raccolta di vecchi brani riarrangiati             |     | Carletti - Falzone - Campani - Sacco - Vecchi - Reggioli                      |
| 2000 | Liberi di volare                                     | CGD          | inediti                                           |     | Carletti - Falzone - Campani - Sacco - Vecchi - Reggioli                      |
| 2002 | Amore che prendi amore che dai                       | CGD          | inediti                                           | 3   | Carletti - Falzone - Campani - Sacco - Vecchi - Reggioli                      |
| 2003 | Nomadi 40                                            | CGD          | raccolta di vecchi brani riarrangiati + 2 inediti | 3   | Carletti - Falzone - Campani - Sacco - Vecchi - Reggioli                      |
| 2004 | Corpo estraneo                                       | Warner       | inediti                                           | 6   | Carletti - Falzone - Campani - Sacco - Vecchi - Reggioli                      |
| 2006 | Con me o contro di me                                | Atlantic     | inediti                                           | 4   | Carletti - Falzone - Campani - Sacco - Vecchi - Reggioli                      |
| 2009 | Allo specchio                                        | Atlantic     | inediti                                           | 4   | Carletti - Falzone - Campani - Sacco - Vecchi - Reggioli                      |
| 2010 | Raccontiraccolti                                     | Atlantic     | contiene cover di diversi artisti                 | 2   | Carletti - Falzone - Campani - Sacco - Vecchi - Reggioli                      |
| 2011 | Cuore vivo                                           | Artist First | raccolta di vecchi brani riarrangiati + 2 inediti |     | Carletti - Falzone - Campani - Sacco - Vecchi - Reggioli                      |
| 2012 | Terzo tempo                                          | Artist First | inediti                                           |     | Carletti - Falzone - Campani - Vecchi - Reggioli - Turato                     |
| 2014 | Nomadi 50+1                                          | Nomadi       | raccolta di vecchi brani riarrangiati + 2 inediti |     | Carletti - Falzone - Campani - Vecchi - Reggioli - Turato                     |
| 2015 | Lascia il segno                                      | Artist First | inediti                                           |     | Carletti - Falzone - Campani - Vecchi - Reggioli - Turato                     |
| 2015 | Nomadi. Il sogno di due sedicenni è diventato realtà | Nomadi       | Augusto Daolio alla voce con nuovi arrangiamenti  |     |                                                                               |
| 2017 | Nomadi dentro                                        | Nomadi       | inediti                                           |     | Carletti - Falzone - Campani - Vecchi - Reggioli - Cilloni                    |
| 2018 | Nomadi 55 - Per tutta la vita                        | Nomadi       | raccolta di vecchi brani riarrangiati             |     | Carletti - Falzone - Campani - Vecchi - Reggioli - Cilloni                    |
| 2019 | Milleanni                                            | Nomadi       | raccolta di vecchi brani riarrangiati + 2 inediti |     | Carletti - Falzone - Campani - Vecchi - Reggioli - Cilloni                    |
| 2021 | Solo esseri umani                                    | BMG Italia   | inediti                                           | 3   | Carletti - Falzone - Campani - Vecchi - Reggioli - Cilloni                    |
| 2023 | Cartoline da qui                                     | BMG Italia   | inediti                                           |     | Carletti - Falzone - Campani - Vecchi - Reggioli - Cilloni                    |

### Live
| Anno | Titolo                                    | Etichetta | Note                                      | Top |
| ---- | ----------------------------------------- | --------- | ----------------------------------------- | --- |
| 1979 | Album concerto                            | EMI       | con Francesco Guccini                     |     |
| 1987 | Nomadi in concerto                        | Nomadi    |                                           |     |
| 1992 | Ma che film la vita                       | CGD       |                                           | 16  |
| 1997 | Le strade, gli amici, il concerto         | CGD       |                                           | 4   |
| 2007 | Live 2007                                 | Atlantic  | con la Omnia Symphony Orchestra           | 2   |
| 2007 | Noi che poi saremo                        | Mediane   | in allegato al libro L’inizio del viaggio |     |
| 2011 | Canzoni nel vento - Live 1987-1989        | Nomadi    | in edizione limitata                      |     |
| 2012 | È stato bellissimo                        | Nomadi    | in edizione limitata                      |     |
| 2013 | Nomadi 50                                 | Nomadi    | iniziativa editoriale in 13 dischi        |     |
| 2016 | Così sia - XXIV Tributo ad Augusto Daolio | Nomadi    |                                           |     |

### Tributi
| Anno | Titolo             | Etichetta | Note                                                            |
| ---- | ------------------ | --------- | --------------------------------------------------------------- |
| 1995 | Tributo ad Augusto | CGD       | album tributo (raccolta di brani interpretati da altri artisti) |

## Raccolte

### Raccolte EMI - Universal
La EMI è la prima casa discografica del gruppo, e già quando i Nomadi erano sotto contratto - ma soprattutto dopo la rescissione del contratto nel 1980 - ha pubblicato raccolte di vecchi brani. Sono dischi non curati direttamente dai Nomadi, e per questo vengono catalogati a parte.
- 1971 - So che mi perdonerai (CBS)
- 1971 - Mille e una sera (CBS)
- 1972 - Io vagabondo (EMI)
- 1973 - I Nomadi cantano Guccini (EMI)
- 1974 - Canzoni d'oltremanica e d'oltreoceano (EmiDisc)
- 1976 - Collezione (Columbia)
- 1980 - I Nomadi (EMI)
- 1981 - I Nomadi 1 (EMI)
- 1983 - I Nomadi 2 (EMI)
- 1987 - I Nomadi 3 (EMI)
- 1993 - I Nomadi (EMI)
- 1994 - Chiedi chi erano i Nomadi (EMI)
- 1995 - La musica dei '70 (La rabbia, l'amore, la poesia) (EMI)
- 1997 - D'amore e altre storie (EMI)
- 1998 - In Italia erano i Nomadi (EMI)
- 2000 - Studio Collection - Le Origini
- 2003 - The Platinum Collection (EMI)
- 2006 - The Platinum Collection 2 (EMI)
- 2006 - I Nomadi DOC (EMI)
- 2006 - I Nomadi - Collezione italiana (EMI)
- 2007 - Per quando noi non ci saremo - Noi ci saremo - Box anniversario (EMI)
- 2007 - I Nomadi - The best of Platinum Collection (EMI)
- 2009 - I Nomadi - Io vagabondo. The capitol collection (EMI)
- 2010 - I Nomadi ed altre storie - Best & Rarities (EMI)
- 2011 - Gordon - Noi ci saremo (EMI)
- 2012 - I Nomadi - Essential (EMI)
- 2013 - Io vagabondo - The best of (EMI)
- 2016 - I Nomadi 1965/1979 - Diario di viaggio di Augusto e Beppe (Universal)

### Raccolte CGD - Warner Music
Così come la EMI, anche la casa discografica Warner Music si è occupata di pubblicare raccolte non curate direttamente dai Nomadi.
- 1994 - Il meglio dei Nomadi (CGD East West)
- 1998 - I Nomadi - Le basi musicali originali (CGD East West)
- 2005 - Le più belle canzoni dei Nomadi (Warner)
- 2006 - Basi musicali: I Nomadi (Alta marea)
- 2008 - I grandi successi: Nomadi (Warner)
- 2010 - Nomadi in viaggio (Warner)
- 2011 - Nomadi: Original album series (Warner)
- 2011 - Collection: Nomadi - Digipack (Rhino Records)
- 2023 - È stato veramente bellissimo! (Warner)

## Partecipazioni
- 1975 - Grande Italia - (con il brano Sorprese)
- 1994 - Quando...Quando... - (con il brano Mi sono innamorato di te, live 1992)
- 1997 - Nos vemos en los bares - (Nomadi feat. Celtas Cortos con il brano Le strade)
- 1997 - Baccini and Best Friends - (Nomadi feat. Francesco Baccini con il brano Mauro e Cinzia)
- 1998 - Artisti uniti per gli Zapatisti del Chiapas - (con il brano In favelas)
- 1999 - Demetrio e dintorni - (con il brano Dio è morto)
- 2004 - L'arte di arrangiarsi - (Nomadi feat. Spagna con il brano Dove nasce il sole)
- 2005 - ...a Pierangelo Bertoli - (Nomadi feat. Giulia con il brano Pescatore)
- 2006 - Innocenti evasioni 2006 - (con il brano Prigioniero del mondo)
- 2010 - Irene Fornaciari - (Nomadi feat. Irene Fornaciari con il brano Il mondo piange)
- 2012 - Οι άγγελοι ζουν ακόμα στη Μεσόγειο - (Nomadi feat. Lavrentis Machairitsas con il brano Dove si va)
- 2012 - Italia Loves Emilia. Il concerto - (con i brani Ancora ci sei, Io vagabondo e Io voglio vivere)
- 2013 - Arcu 'e chelu - (con il brano La mia terra)